# Catharinea magellanica
Catharinea magellanica là một loài rêu trong họ Polytrichaceae. Loài này được (Hedw.) Brid. mô tả khoa học đầu tiên năm 1819.